# 연방준비제도에 대한 비판

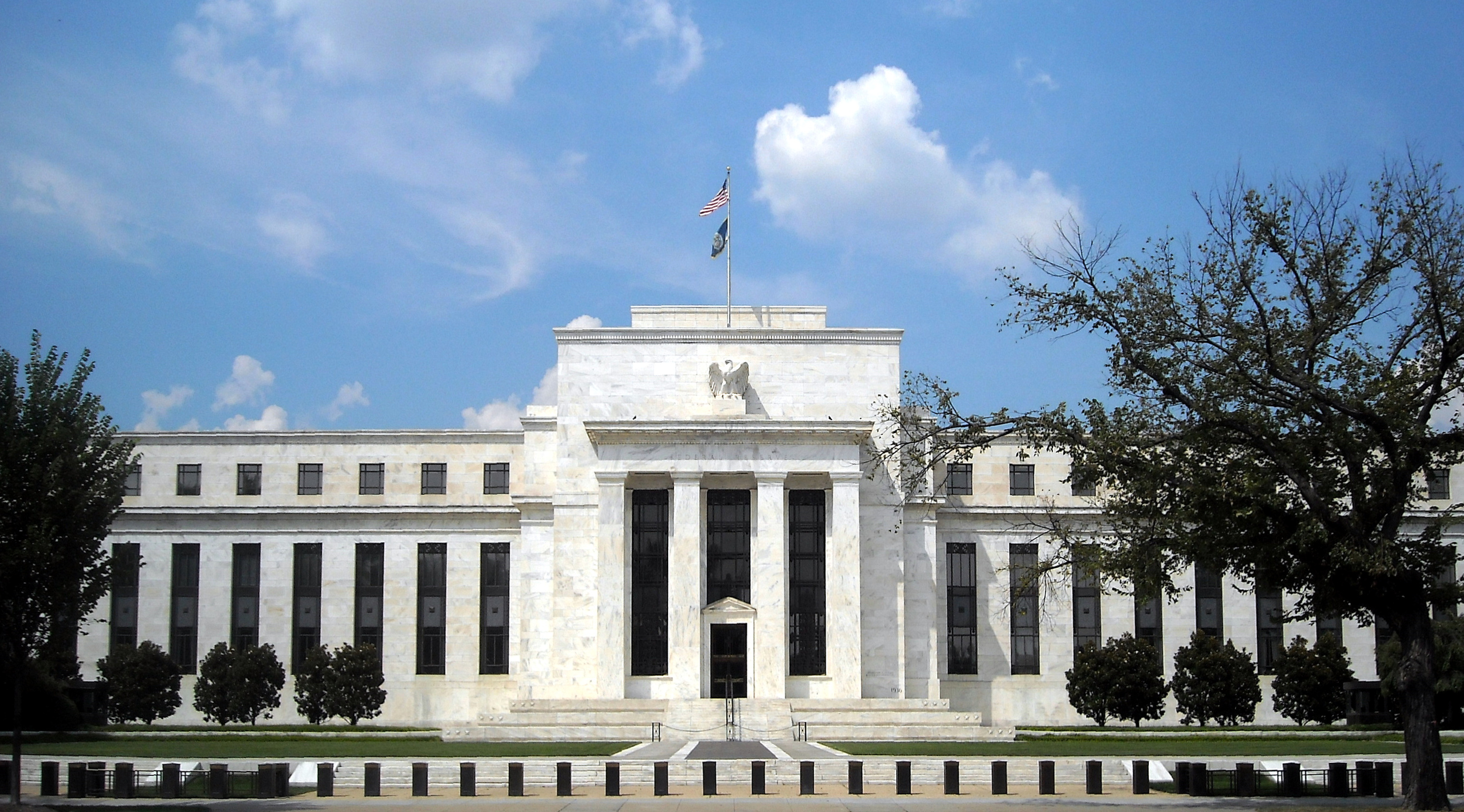
연방준비제도 본부가 있는 에클스 빌딩의 모습

일반적으로 "연준"(영어: the Fed)이라고 알려진 연방준비제도는 1913년 설립 이래 다양한 비판에 직면해 왔다. 비평가들은 인플레이션 관리, 은행 시스템 규제, 경제 안정화에 대한 연준의 효과에 의문을 제기했다. 저명한 비평가로는 노벨상 수상 경제학자 밀턴 프리드먼과 그의 통화주의 동료인 애나 슈워츠가 있으며, 이들은 연준의 정책이 대공황을 악화시켰다고 주장했다. 자유지상주의 인물인 론 폴과 랜드 폴은 더 큰 투명성과 책임성을 요구했으며, 론 폴은 연준의 폐지와 금본위제로의 복귀를 주장했다.
비평가들은 또한 부분 지급 준비금 은행 제도에서 연준의 역할, 경제 순환에 대한 기여, 투명성에 대한 우려를 제기했다. 금리 인하 및 통화량 증가와 같은 확장적 정책은 자산 거품, 인플레이션 및 기타 경제 왜곡을 초래한 원인으로 지목되어 왔다. 연준은 2008년 금융 위기를 포함한 경제 침체를 야기했으며, 사적 이익에 영향을 받았다는 비난을 받았다. 이 위기에 대한 연준의 대응, 특히 대형 금융 기관에 대한 구제금융은 도덕적 해이를 초래하고 일반 시민을 희생시키면서 월가에 불균형적으로 이익을 주었다는 비판을 받았다. 이러한 비판에도 불구하고 연방준비제도는 미국 금융 시스템의 핵심 기관으로 남아 있으며, 그 역할, 정책 및 개혁의 필요성에 대한 논쟁이 계속되고 있다.

## 설립
연방준비법의 초기 버전은 1910년 조지아주 제킬 아일랜드에서 국가통화위원회 의장이자 공화당 소속 상원의원인 넬슨 올드리치와 여러 월가 은행가들에 의해 초안되었다. 공공 감독을 강화하고 뉴욕 은행 기관의 영향력을 약화시키기 위한 조항이 포함된 최종 버전은 민주당 소속 버지니아주 하원의원 카터 글래스에 의해 초안되었다. 연준의 구조는 은행가들이 자신들의 통제하에 중앙은행을 두기를 바랐던 것과 미국 대통령 우드로 윌슨이 공공 통제하에 분산된 구조를 만들기를 바랐던 것 사이의 타협이었다. 연방준비법은 1913년 12월 의회에서 승인되고 윌슨 대통령에 의해 서명되었다.

## 인플레이션 정책
머리 로스바드는 1994년 저서 《연방준비제도 반대론》에서 연방준비제도의 핵심 기능 중 하나가 낮은 인플레이션 수준을 유지하는 것이지만, 그 정책(다른 중앙은행의 정책과 마찬가지로)이 실제로 인플레이션을 악화시켰다고 주장했다. 이는 연준이 아무것도 뒷받침되지 않는 불환지폐를 너무 많이 발행할 때 발생한다. 그는 연준의 신용 창출 정책을 "합법화된 위조"라고 부르며 금본위제로의 복귀를 선호했다. 그는 다음과 같이 썼다. 
| “ | 1914년 연준이 우리에게 도입된 이래로 우리의 인플레이션은 훨씬 더 강렬해졌고, 우리의 불황은 이전보다 훨씬 더 깊어졌다는 것은 부인할 수 없다. 만성적인 인플레이션과 인플레이션 신용 시스템으로 인한 호황과 불황을 제거하는 유일한 방법은 해당 인플레이션을 구성하고 생성하는 위조를 제거하는 것이다. 그리고 이를 위한 유일한 방법은 합법화된 위조를 폐지하는 것이다. 즉, 연방준비제도를 폐지하고 금본위제로 돌아가서, 연방준비제도에서 인쇄한 종이 화폐가 아니라 금과 같은 시장에서 생산된 금속이 표준 화폐로 사용되는 통화 시스템으로 돌아가는 것이다. | ” |

연방준비제도는 안정성 향상 및 낮은 인플레이션 목표를 달성하지 못했다는 비판을 받았다. 이로 인해 다양한 통화 정책 규칙을 옹호하는 것을 포함한 여러 가지 변화가 제안되었으며, 시스템 자체의 극적인 재편도 제안되었다.
밀턴 프리드먼은 정부가 통화 시스템에서 역할을 해야 한다고 결론 내렸지만, 연방준비제도의 부진한 성과 때문에 비판적이었고 폐지되어야 한다고 생각했다. 프리드먼은 연방준비제도 시스템이 궁극적으로 컴퓨터 프로그램으로 대체되어야 한다고 믿었다. 그는 통화량 변화에 따라 유가증권을 자동으로 매매하는 시스템을 선호했다. 이 제안은 프리드먼의 K 퍼센트 규칙으로 알려지게 되었다.
다른 이들은 중앙은행 정책을 안내하고 개선하기 위한 대체 규칙으로 명목 GDP 목표제를 제안했다. 저명한 지지자로는 스콧 섬너, 데이비드 베크워스, 그리고 타일러 코웬이 있다.

## 의회
여러 의원들이 연준을 비판해 왔다. 글래스-오웬 연방준비법에 이름이 올라 있는 로버트 오웬 상원의원은 연준이 약속대로 수행하지 못한다고 믿었다. 그는 다음과 같이 말했다.
연방준비제도 이사회는 모든 사람들의 이익을 위해 신용을 통제, 규제, 안정화하기 위해 만들어졌다. … 연방준비제도 이사회는 전 세계에서 가장 거대한 금융 권력이다. 연방준비법이 의도한 바와 같이 이 위대한 권력을 사용하는 대신, 이사회는 … 이 권력을 은행에 위임했다.
1920년부터 1931년까지 하원 은행통화위원회 의장을 지낸 루이스 T. 맥패든 의원은 연방준비제도가 대공황을 의도적으로 야기했다고 비난했다. 위원장직을 잃은 직후 여러 연설에서 맥패든은 연방준비제도가 월가 은행과 그 계열 유럽 은행들에 의해 운영되고 있다고 주장했다. 1932년 하원 연설(허풍이라는 비판을 받은)에서 그는 다음과 같이 말했다.
의장님, 이 나라에는 세계에서 가장 부패한 기관 중 하나가 있습니다. 저는 연방준비제도 이사회와 연방준비은행을 말합니다. … 이 사악한 기관은 이를 통제하는 탐욕스러운 금융인들의 부패한 관행을 통해 미국 국민을 궁핍하게 만들고 파멸시켰습니다.
하원 및 상원 은행통화위원회에 참여했던 많은 의원들은 라이트 패트먼, 헨리 로이스, 그리고 헨리 B. 곤살레스를 포함하여 연방준비제도에 대한 공개적인 비판자들이었다. 2011년 통화정책 소위원회 위원장이었던 론 폴 의원은 연방준비제도의 강력한 반대자로 알려져 있다. 그는 연방준비제도를 폐지하기 위한 법안을 정기적으로 발의했으며, 이 중 세 건은 하원에서 승인되었으나 상원에서 부결되었다.
폴 의원은 또한 H.R. 459: 2011년 연방준비제도 투명성 법안을 발의했다. 이 법안은 연방준비제도 이사회와 12개 지역 은행에 대한 감사, 특히 유가증권의 평가에 중점을 둔 감사를 요구했다. 그의 아들인 랜드 폴 상원의원은 이후 의회 회기에서 유사한 법안을 발의했다.

## 대공황 (1929년)

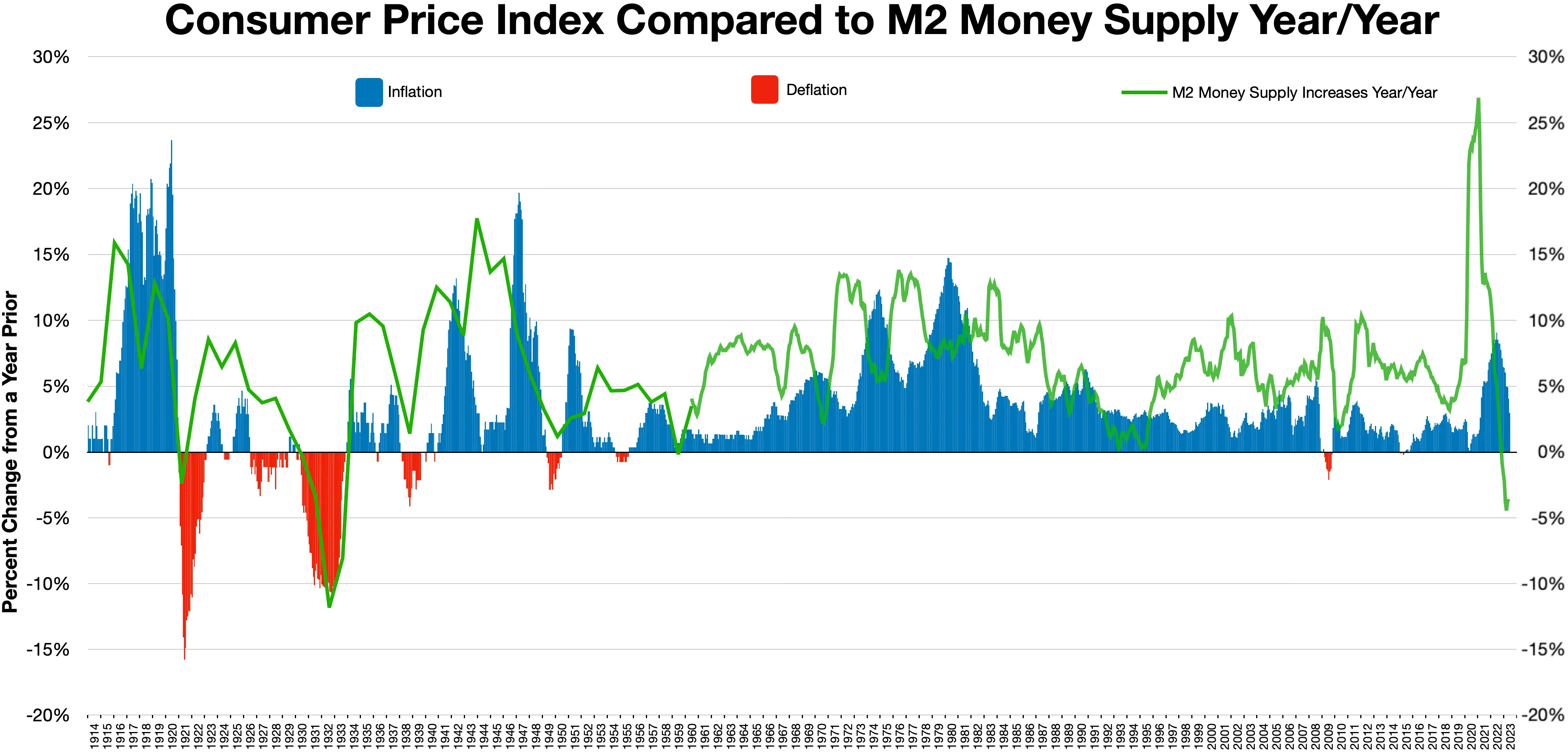
인플레이션
디플레이션

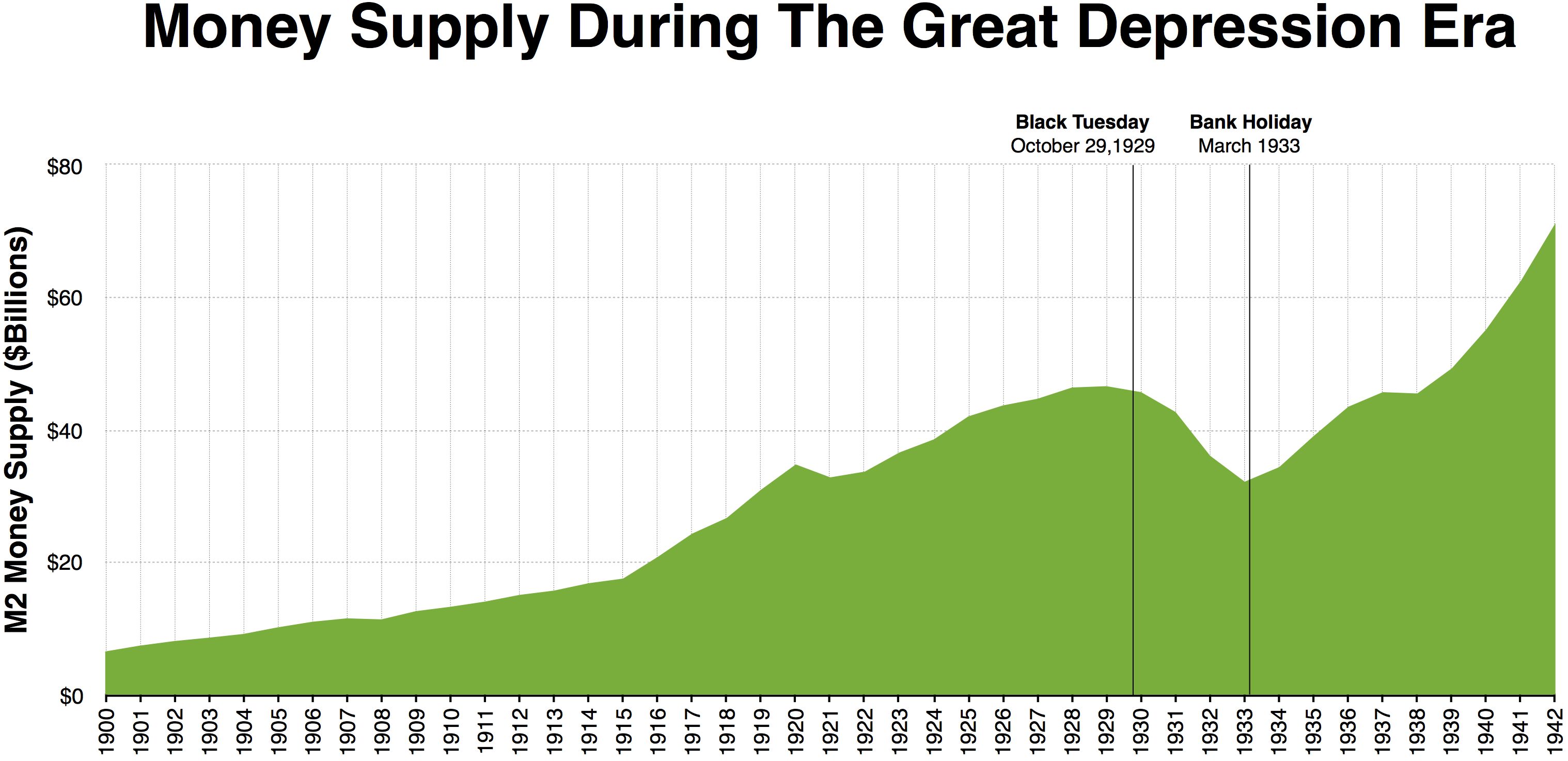
1929년 월스트리트 대폭락과 1933년 긴급은행법 사이에 미국 전역에서 대규모 뱅크런이 발생하면서 통화량이 급격히 감소했다.

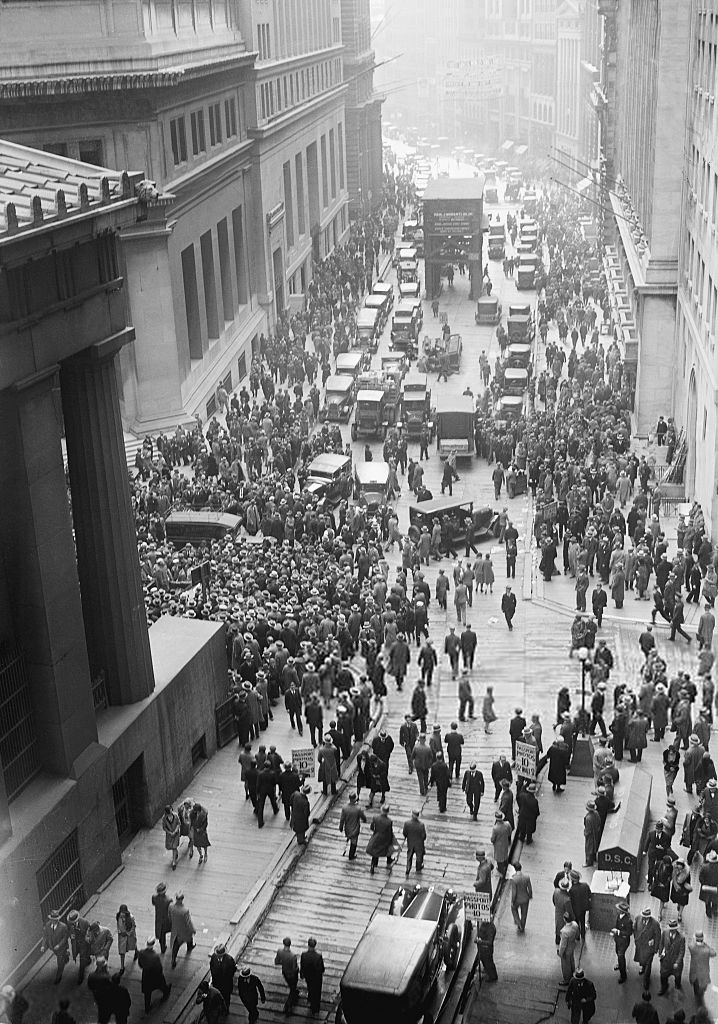
1929년 월스트리트 대폭락 이후 월가에 모인 사람들

밀턴 프리드먼과 애나 슈워츠는 연준이 잘못된 제한적인 통화 정책을 추구하여 대공황을 악화시켰다고 주장했다. 1929년 주가 대폭락 이후에도 연준은 통화량의 축소(감소)를 계속했으며, 뱅크런으로 어려움을 겪는 은행들을 구제하기를 거부했다. 비평가들은 이러한 실수가 비교적 경미했을 수 있는 경기 침체를 재앙으로 폭발시켰다고 비난했다. 프리드먼과 슈워츠는 대공황이 "통화의 중요성을 보여주는 비극적인 증거"라고 믿었다.
연방준비제도 설립 이전에 은행 시스템은 예금의 통화 전환을 중단함으로써 주기적인 위기(예: 1907년 공황과 같은)에 대처해 왔다. 1907년에는 시스템이 거의 붕괴될 뻔했으며, J. P. 모건이 조직한 임시 연합의 특별한 개입이 있었다. 1910년에서 1913년 사이에 은행가들은 이러한 구조적 약점을 해결하기 위해 중앙은행을 요구했다. 프리드먼은 1930년 말 1930년 공황에서도 유사한 개입이 뒤따랐어야 한다고 제안했다. 이는 1893년과 1907년에 전환성 중단이 당시의 유동성 위기를 빠르게 종식시켰던 것처럼, 폭락한 가격에 자산의 강제 청산을 막는 악순환을 막았을 수도 있었다.
기본적으로 통화주의 관점에서 대공황은 통화량 감소로 인해 발생했다. 프리드먼과 슈워츠는 "[1929년 8월 경기 정점에서 1933년 3월 경기 저점까지 통화량이 3분의 1 이상 감소했다"고 지적한다. 그 결과는 프리드먼이 "대수축"이라고 부르는 현상으로, 제한된 통화량의 질식 효과로 인해 소득, 가격, 고용이 감소하는 기간이었다. 프리드먼과 슈워츠가 제시한 메커니즘은 사람들이 연방준비제도가 공급하는 것보다 더 많은 돈을 보유하기를 원했다는 것이다. 따라서 사람들은 소비를 줄임으로써 돈을 비축했다. 이는 가격이 즉시 떨어질 만큼 유연하지 않았기 때문에 고용과 생산의 위축을 초래했다. 프리드먼과 슈워츠는 연방준비제도가 무능과 잘못된 리더십 때문에 통화량이 급감하도록 내버려 두었다고 주장했다.
이후 많은 사람들이 이 이론에 동의했으며, 2006년부터 2014년까지 연방준비제도 이사회 의장이었던 벤 버냉키도 프리드먼과 슈워츠를 기리는 연설에서 다음과 같이 말했다.
이 강연을 연방준비제도 공식 대표로서의 지위를 약간 남용하면서 마치고자 한다. 밀턴과 안나에게 말하고 싶다: 대공황에 관해서는 당신들이 옳았다. 우리가 그랬다. 정말 미안하다. 하지만 당신들 덕분에 우리는 다시는 그렇게 하지 않을 것이다.
프리드먼은 이상적으로는 "연방준비제도를 폐지하고 컴퓨터로 대체"하기를 선호한다고 말했다. 그는 일정한 비율로 통화량을 늘리는 시스템을 선호했으며, "통화 및 은행 제도를 시장에 맡기는 것이 정부 개입을 통해 실제로 달성된 것보다 더 만족스러운 결과를 낳았을 것"이라고 생각했다.
프리드먼의 위기 이후 연준이 너무 적게 완화했다는 주장과 달리, 머리 로스바드는 그의 저서 《미국의 대공황》에서 위기가 1920년대에 연준이 너무 느슨했기 때문에 발생했다고 주장했다.

## 2008년 금융 위기

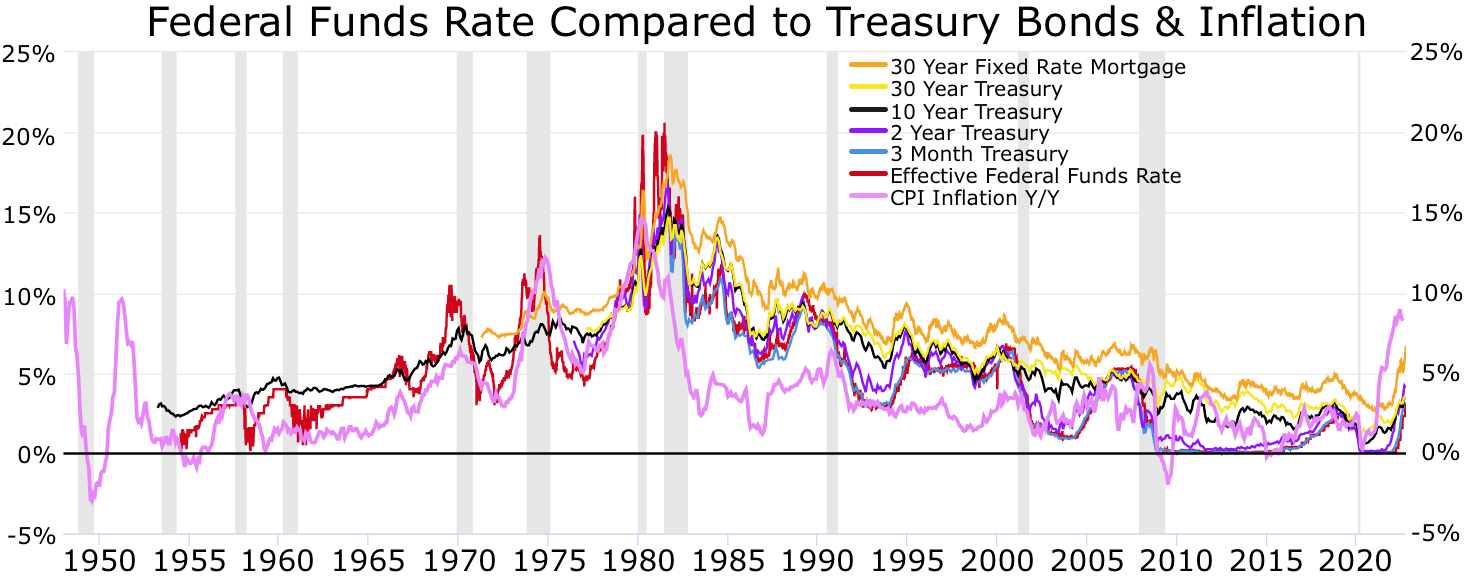
경기 침체

존 B. 테일러와 같은 일부 경제학자들은 연준이 2007년 경기 침체 이전에 발생한 미국 주택 거품의 원인 중 적어도 부분적으로는 책임이 있다고 주장했다. 그들은 연준이 2001년 경기 침체 이후 이자율을 너무 낮게 유지했다고 주장한다. 주택 거품은 이후 신용 경색으로 이어졌다. 당시 앨런 그린스펀 의장은 이러한 해석에 이의를 제기했다. 그는 연준이 장기 이자율(비평가들이 언급하는)에 대한 통제가 간접적일 뿐이라고 지적한다. 연준은 통제권을 가진 단기 이자율(즉, 페더럴 펀드 금리)을 인상했지만, 장기 이자율(보통 전자를 따르는)은 증가하지 않았다.
연방준비제도의 감독 및 규제 역할은 비효과적이라는 비판을 받아왔다. 당시 미국 상원 은행주택도시위원회 위원장이었던 크리스 도드 전 미국 상원의원은 2007-2008년 경제 위기에서 연준의 역할에 대해 "지난 몇 년 동안 그들이 소비자 보호 책임과 은행 지주 회사 규제를 맡았을 때 그것은 참담한 실패였다"고 언급했다.

## 부분 지급 준비금 은행 제도
연방준비제도는 실제로 통화량을 직접 통제하지 않고 이 권한을 은행에 위임했다. 은행이 10%의 지급준비제도를 가지고 있고 1천만 달러의 은행 예금을 가지고 있다면, 대출자에게 1억 달러를 대출하거나 투자은행일 경우 다른 투자를 할 수 있다. 이것은 본질적으로 마진 10대1로, 마진에 대한 이자를 지불할 필요가 없는데, 이는 그들이 직접 창조한 돈이기 때문이다. 이 비판에 따르면, 이것이 신용 주기 또는 경기순환의 주요 원인인데, 통화 공급 창조가 단일 주체의 통제하에 있지 않고 이익을 개별적으로 극대화하려는 많은 은행들 사이에 분권화되어 있기 때문이다. 연방준비제도는 경제 전반의 이자율을 결정하는 페더럴 펀드 금리를 조작함으로써 이 과정을 간접적으로 통제하며, 인플레이션을 완화하기 위해 의도적으로 경제를 경기후퇴 (경착륙)에 빠뜨리거나 경기 후퇴 없이 경제를 둔화시킨다 (연착륙).

## 공화당 및 티파티 비판
최근 여러 선거에서 티파티 운동은 연방준비제도를 주요 공격 대상으로 삼았으며, 이는 전국적으로 공화당 후보들에게 채택되었다. 텍사스 출신의 론 폴 전 하원의원과 그의 아들 켄터키 출신의 랜드 폴 상원의원은 오랜 기간 연준을 공격하며, 연준이 달러 가치를 떨어뜨려 경제를 해치고 있다고 주장했다. 그들은 연준의 통화 정책이 불환지폐를 너무 많이 또는 너무 적게 발행할 때 호황과 불황을 야기한다고 주장한다. 론 폴의 저서 《연준 폐지》는 연준이 "무에서 유를 창조하는" 신용 창출에 관여한다고 반복적으로 지적한다. 그는 이자율이 연방준비제도에 의해 설정되어서는 안 되고 시장의 힘에 의해 결정되어야 한다고 주장했다. 폴은 경기순환의 호황, 거품, 불황이 연방준비제도의 행동으로 인해 발생한다고 주장한다.
이 책에서 폴은 "정부와 은행 카르텔이 함께 끊임없이 인플레이션 정책을 추구하면서 모든 달러에서 0.95달러를 훔쳤다"고 주장한다. 세인트루이스 연방준비은행의 데이비드 안돌파토는 이 주장이 "명백히 거짓"이고 "어리석다"고 말하며, 연방준비제도에 대한 정당한 주장이 있을 수 있다고 덧붙였다. 오리건 대학교 경제학자 마크 토마는 이를 데이터가 뒷받침하지 않는 "터무니없는" 주장이라고 묘사했다.
경제학자들의 설문조사는 연방준비제도를 폐지하거나 그 독립성을 훼손하는 것에 대한 압도적인 반대를 보여준다. 프린스턴 대학교 경제학자 앨런 S. 블라인더에 따르면, "더 큰 중앙은행 독립성이 인플레이션을 줄일 뿐만 아니라 우수한 거시경제 성과, 즉 생산 변동성이 더 이상 크지 않으면서 인플레이션이 더 낮고 덜 변동적이라는 주장을 뒷받침하는 수많은 경험적 증거가 있다"고 말했다.
론 폴의 비판은 오스트리아 경제학파의 영향에서 비롯되었다. 특히 경제학자 머리 로스바드는 그의 견해를 발전시키는 데 중요한 인물이었다. 로스바드는 연방준비제도를 폐지하기 위한 논거를 만들기 위해 정치적, 경제적 주장을 결합하려고 시도했다. 그는 비판을 처음 제시하면서 다음과 같이 썼다.
연방준비제도는 누구에게도 책임이 없고, 예산도 없으며, 감사 대상도 아니고, 어떤 의회 위원회도 … 그 운영을 알지 못한다."
그러나 연방준비제도는 현재 주간 대차대조표를 보고하고 외부 제3자에게 감사받기 때문에 로스바드의 이 주장은 시대에 뒤떨어진다.
로스바드는 또한 연방준비제도가 민간 및 공공의 특성을 모두 부여받았음에도 불구하고 정치로부터 독립되어 있다는 점을 강하게 비판한다. 연방준비제도가 정치 외부에 존재하는 정부의 일부라는 인정은 필연적으로 "누구에게도 책임지지 않는 자가 영속적인 과두정치"가 된다. 이는 연방준비제도 이사회가 대통령과 상원에 의해 임명되는 연방 기관이라는 사실을 무시하는 것이다.

## 통화량은 의회가 통제해야 한다

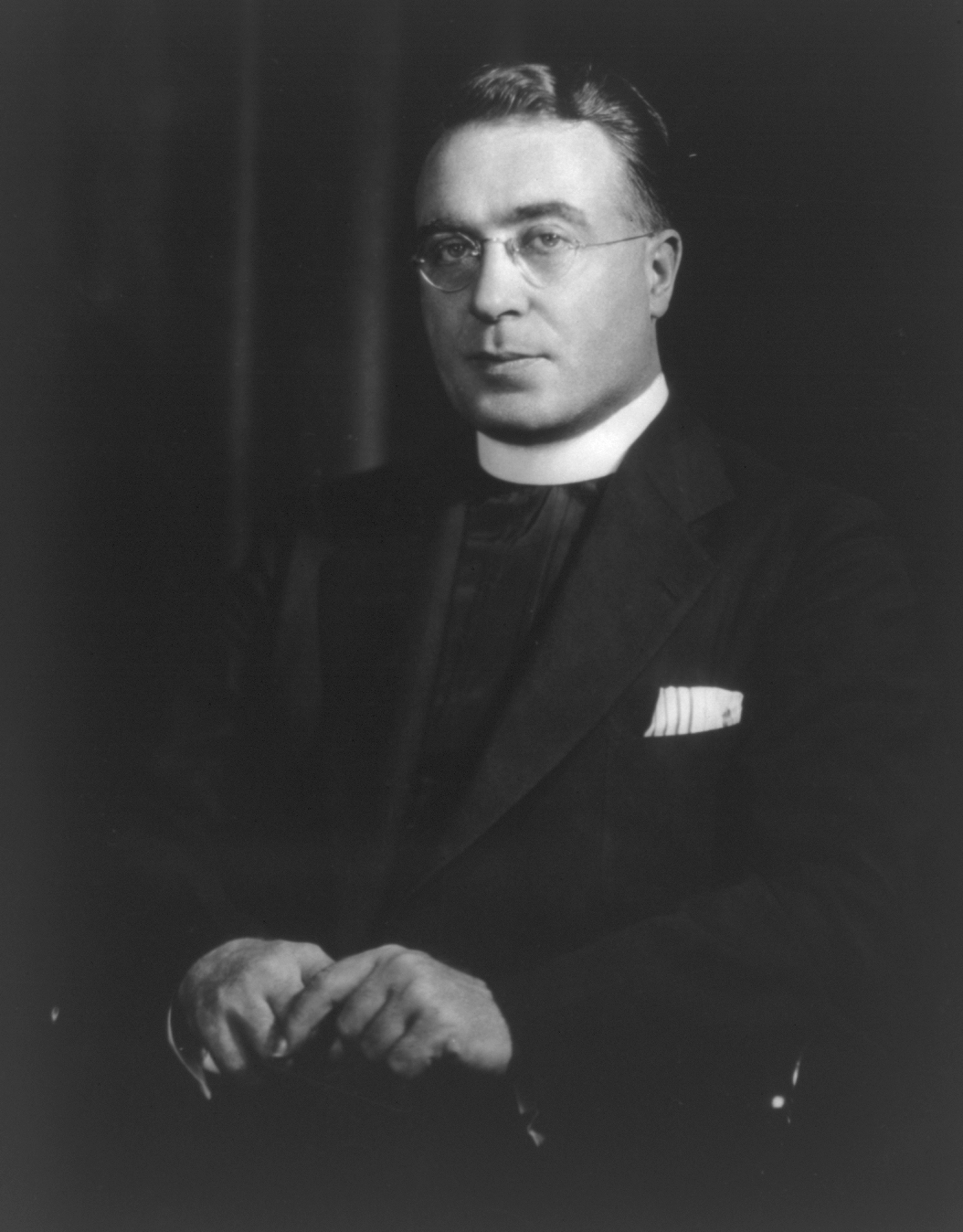
찰스 코글린 신부

1930년대, 미국 파시스트 찰스 코글린은 의회에 통화량 통제권을 되찾을 것을 촉구했다. 이는 미국 헌법 제1조 8절의 열거된 권한에 따라 화폐를 주조하고 그 가치를 규제할 권한이 부여되어 있기 때문이다.
| “ | 미국 헌법에는 의회가 화폐를 주조하고, 발행하고, 그 가치를 규제할 권리를 가진다고 명시되어 있습니다. | ” |
|   | — 찰스 코글린 신부                                                                                  |   |

## 사적 소유 또는 통제
미국 의회조사국에 따르면:
지역 연방준비은행은 사적으로 소유되어 있고 대부분의 이사들이 주주에 의해 선출되기 때문에, 연준의 통제가 엘리트의 손에 있다는 주장을 흔히 들을 수 있습니다. 특히, 극소수의 사람들이 연준의 "클래스 A 주식"을 소유하여 통제하고 있다는 소문이 있었습니다.

설명했듯이, 시스템에는 주식이 없으며 각 지역 은행에만 있습니다. 더 중요한 것은 개인이 연방준비은행의 주식을 소유하지 않는다는 것입니다. 주식은 시스템의 회원 은행만이 보유합니다. 각 은행은 자본에 비례하여 주식을 보유합니다. 소유권과 회원은 동의어입니다. 또한 "클래스 A" 주식과 같은 것은 없습니다. 모든 주식은 동일합니다.

더 나아가 이 주식은 일반적인 소유권의 권리와 특권을 수반하지 않습니다. 가장 중요한 것은 회원 은행이 자신이 회원인 연방준비은행의 이사를 선출할 때, 보유한 주식에 비례하여 의결권을 얻지 못한다는 것입니다. 대신, 각 회원 은행은 규모에 관계없이 한 표를 얻습니다. 따라서 연방준비은행 주식의 소유권 집중은 시스템 통제 문제와 무관합니다(원문에서 이탤릭체).
연방준비제도 웹사이트에 따르면, 개별 연방준비은행들은 "중앙은행 시스템의 운영 기관이며, 그 구성과 조직에 공공 및 민간 요소를 모두 결합한다." 12개 은행 각각은 9명의 이사회 구성원을 가지고 있다. 이 중 3명은 해당 은행 지역의 상업 은행에 의해 선출되고, 6명은 회원 은행과 연방준비제도 이사회에 의해 각각 3명씩 선정되며, "농업, 상업, 산업, 서비스, 노동 및 소비자 이익을 충분히 고려하여 대중을 대표"한다. 이 지역 은행들은 다시 연방준비제도 이사회에 의해 통제되며, 7명의 이사회 구성원은 미국 대통령이 지명하고 상원이 인준한다.
회원 은행("미국 내 8,000개 이상의 은행 중 약 38%")은 해당 지역 은행의 자본금을 소유해야 한다. 2016년까지 지역 은행은 매년 회원 은행의 납입 자본금(지역 은행의 이익이 아님)에 대해 고정된 6%의 배당금을 지불하고 나머지는 미국 재무부로 반환했다. 2016년 2월 24일 현재, 자산이 100억 달러를 초과하는 회원 은행은 납입 자본금(연방준비은행 주식)에 대해 6%와 배당금 지급 직전 마지막 경매에서 발행된 10년 만기 국채의 최고 수익률 중 더 낮은 금액을 연간 배당금으로 받는다. 자산이 100억 달러 이하인 회원 은행은 계속해서 고정된 6%의 연간 배당금을 받는다. 이 변경은 오바마 행정부 시기에 "미국 지상 운송법 (FAST Act) 제32203조의 조항을 이행하기 위해" 시행되었다. 연준은 이로 인해 "소유권에 대한 약간의 혼란"이 발생했다고 언급했다.
[비록] 연방준비은행이 회원 은행에 주식을 발행하지만... 연방준비은행 주식 소유는 사기업 주식 소유와는 매우 다르다. 연방준비은행은 이익을 위해 운영되지 않으며, 일정량의 주식 소유는 법에 따라 시스템 회원 자격의 조건이다. 이 주식은 매매되거나 대출의 담보로 제공될 수 없다....
미국 예금보험공사의 전 연구국장이었던 폴 M. 호르비츠는 그의 저서 《통화 정책과 금융 시스템》에서 다음과 같이 언급했다.
...회원 은행은 연방준비은행 이사회 일부 이사를 선출함으로써 일부 소유권을 행사할 수 있다 [해당 회원 은행에 해당]. 그러나 모든 실용적인 목적에서 회원 은행의 연방준비제도 소유권은 단지 허구에 불과하다. 연방준비은행은 주주를 위한 이익을 얻는 것을 목적으로 운영되지 않는다. 연방준비제도는 정상적인 운영 과정에서 이익을 얻지만, 이러한 이익은 6%의 법정 배당금을 초과하는 것이며, 회원 은행에 속하지 않는다. 경비와 배당금 지급 후 모든 순이익은 재무부에 지급된다.
미국 정치학회보(American Political Science Review)에서 마이클 D. 리건은 다음과 같이 썼다.
...상업 은행에 의한 연방준비은행의 "소유"는 상징적이다. 그들은 소유권 개념과 관련된 재산 통제권을 행사하지 않으며, 법정 배당금 이상으로 연방준비은행 "이익"에 참여하지 않는다. ...따라서 기본 단계에서의 은행 소유권 및 선출은 형식적인 배열이 만들어내는 사적 은행 통제라는 표면적인 모습에도 불구하고 실질적인 의미가 없다.

## 투명성 문제
한 가지 비판은 연방준비제도 시스템의 일부인 연방공개시장위원회가 투명성이 부족하고 충분히 감사받지 않는다는 것이다. 블룸버그 뉴스의 보고서에 따르면, 대다수의 미국인들은 시스템이 더 많은 책임을 져야 하거나 폐지되어야 한다고 믿는다. 또 다른 비판은 대중이 연방공개시장위원회(FOMC) 회의에서 무슨 일이 일어나는지 알 권리가 있다는 주장이다.

## 같이 보기
- 미국의 대공황
- 1869년 검은 금요일 1869년 금 스캔들을 다룬다
- 연방준비제도 반대론
- 대공황의 원인
- 미국 정부 비판 § 기관 비판
- 탈달러화
- 연준 폐지
- 연방준비제도 경찰
- 부분 지급 준비금 은행 제도
- 자유 은행
- 금본위제
- 대수축
- 머리 로스바드